# جاي د. والتر
جاي د. والتر (بالإنجليزية: J.D. Walter)‏ هو مغني وعازف جاز أمريكي، ولد في 2 يوليو 1967 في فيلادلفيا في الولايات المتحدة.

## روابط خارجية
- جاي د. والتر على موقع أول ميوزيك (الإنجليزية)